# Forêt nationale de Custer
La forêt nationale de Custer (maintenant connue sous le nom de forêt nationale de Custer-Gallatin) se situe essentiellement dans la partie sud de l'État du Montana aux États-Unis. Elle a aussi deux sections séparées dans la partie nord de l'État du Dakota du Sud. Avec une superficie totale de 5 173 km2 (1 278 279 acres), la forêt comprend 10 sections séparées.
Dans ses sections occidentales, la forêt nationale de Custer fait partie de l'écosystème du grand Yellowstone, alors que ses parties orientales sont une combinaison de prairies et de forêts.
Au sud de Red Lodge, Montana, la Beartooth Highway (U.S. Route 212) passe à travers la forêt pour mener au Parc national de Yellowstone.

## Vues

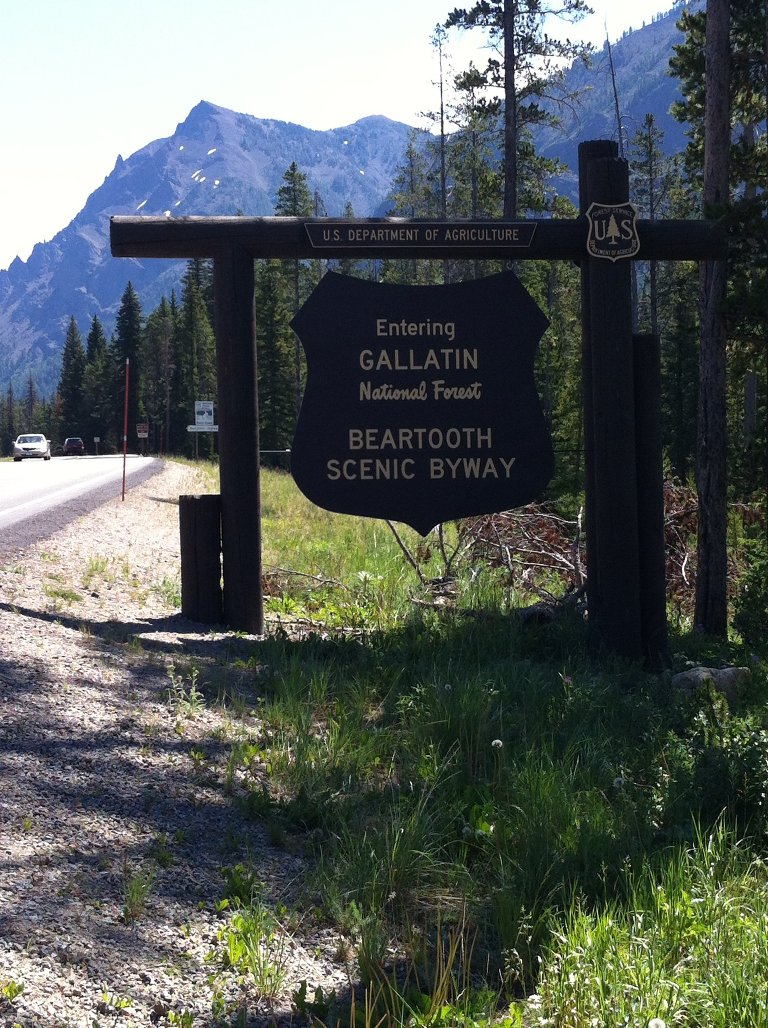
Panneau indiquant l’entrée dans la forêt nationale de Gallatin le long de la Beartooth Highway (en) (U.S. Route 212).
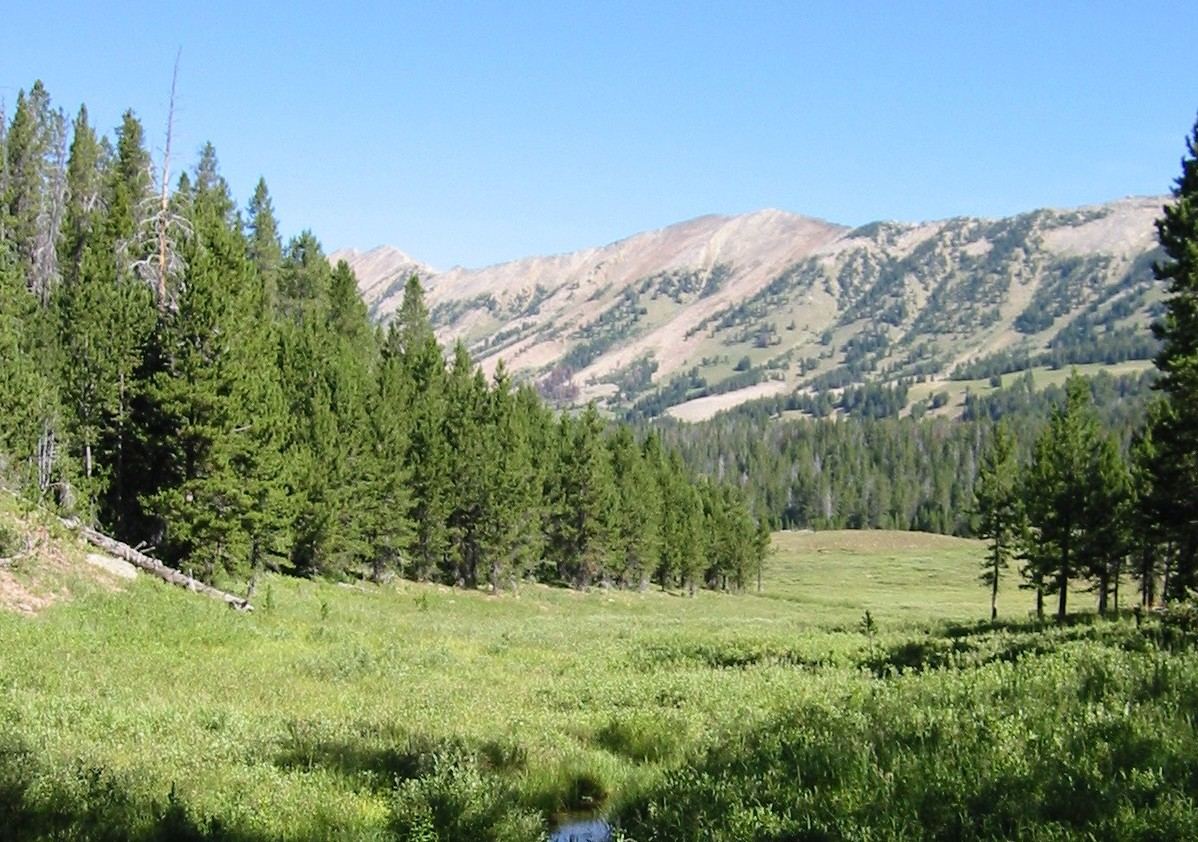
L’image montre la vue au-dessus de la cabane de Cabin Creek dans la région du lac Hebgen de la forêt nationale.
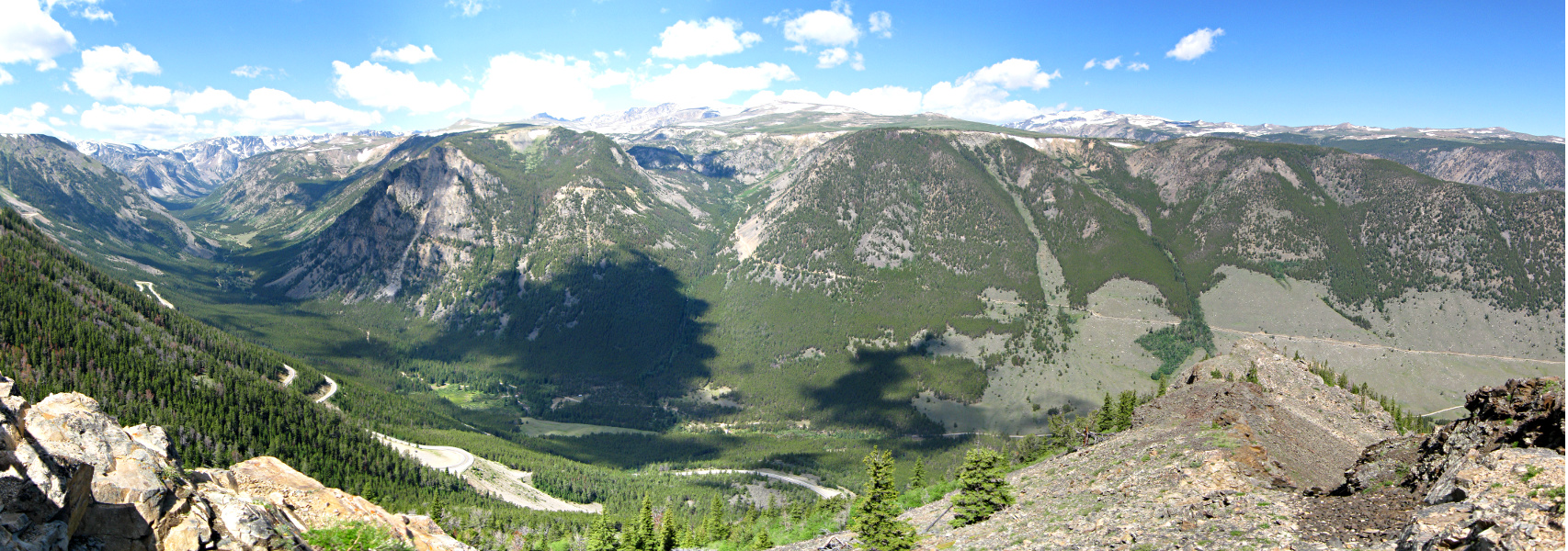
Panorama.
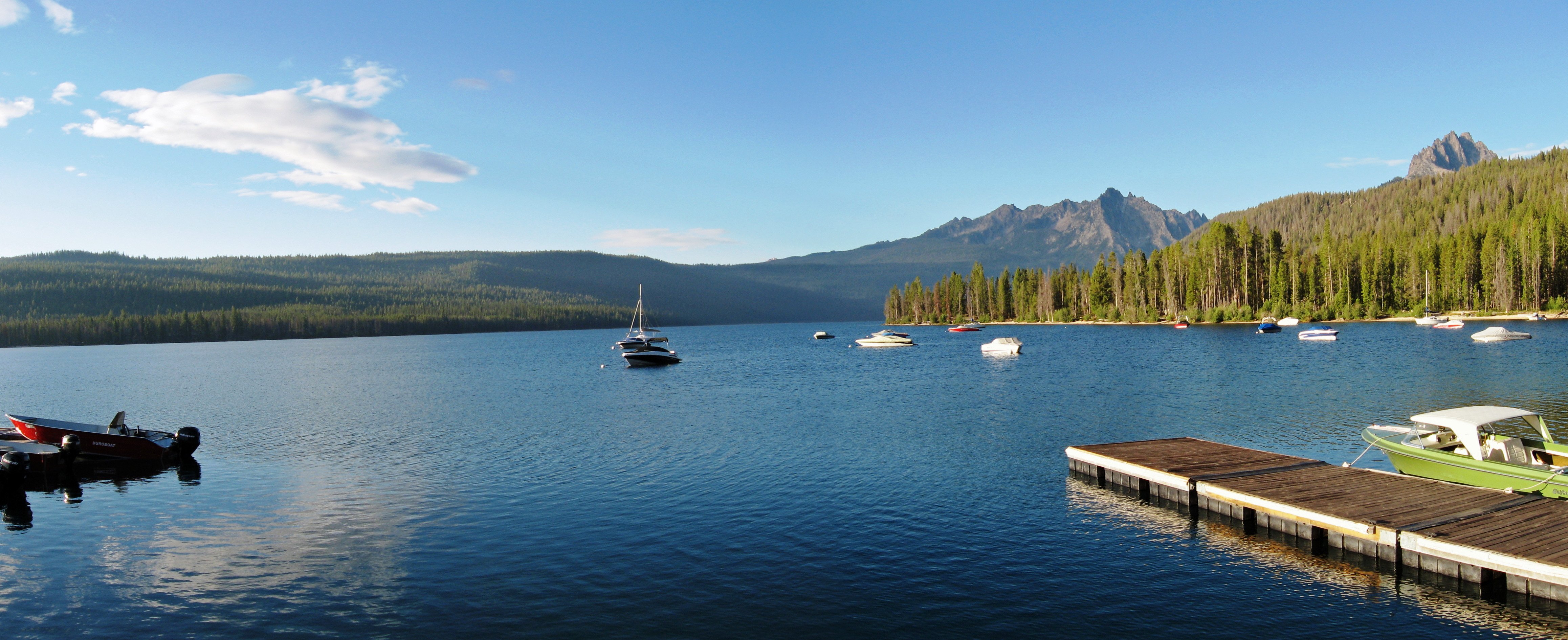
Redfish Lake (en).
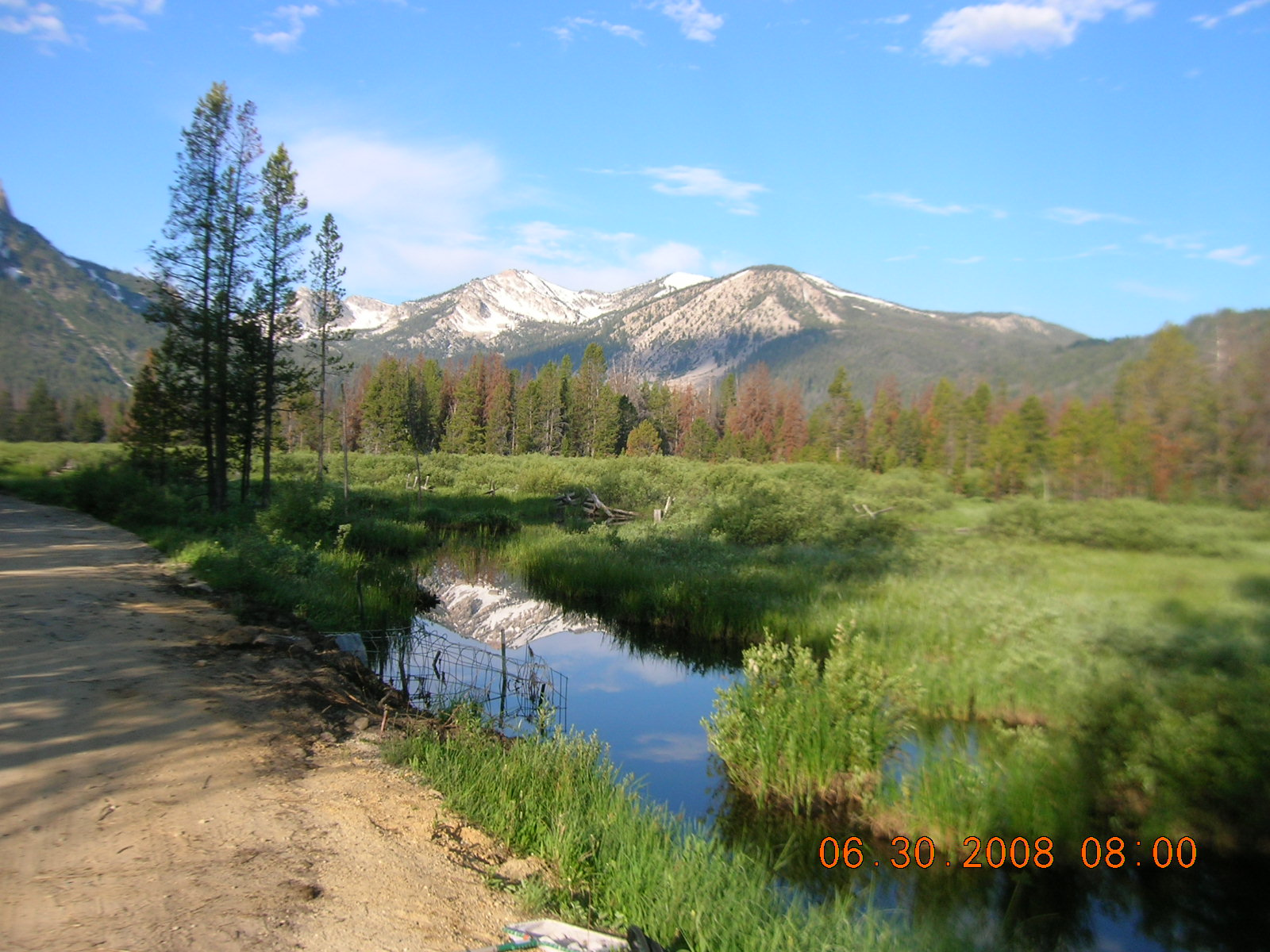
Stanley Lake (en).